# میشل-ژرژ میکبرت
میشل-ژرژ میکبرت (به فرانسوی: Michel-Georges Micberth) ویراستار و نویسنده قرن بیستم میلادی اهل فرانسه است. او در ۱۹ مارس ۲۰۱۳ در سن ۶۳ سالگی درگذشت.